# Putrescina ossidasi
La putrescina ossidasi è un enzima appartenente alla classe delle ossidoreduttasi, che catalizza la seguente reazione:
putrescina + O2 + H2O ⇄ 4-aminobutanale + NH3 + H2O2
L'enzima è una flavoproteina (FAD). Il 4-aminobutanale condensa, non-enzimaticamente, a 1-pirrolina.